# Singtel
A Singapore Telecommunications Limited, comumente abreviado para SingTel, é uma empresa de telecomunicações de Singapura, com uma base de assinantes móveis combinado de 416 milhões de clientes de suas próprias operações e associados regionais em 25 países, a empresa no final de junho de 2011 aumentou em 19 por cento em relação ao ano anterior,tornando-se uma das maiores operadoras de redes móveis de Singapura e uma entre as 20-30 maiores do mundo.
A empresa era conhecida como Telecommunications Equipment até 1995. A SingTel oferece os seguintes serviços: ISP (SingNet), IPTV (mio TV), telefonia móvel através da (SingTel Mobile Singapore) e serviços de telefonia fixo.

## Satélites operados pela SingTel
| Satélite | Fabricante          | Veículo de lançamento | Data do lançamento      | Estado | Nota                                                                |
| -------- | ------------------- | --------------------- | ----------------------- | ------ | ------------------------------------------------------------------- |
| ST-1     | Astrium             | Ariane 44P            | 25 de agosto de 1998    | Ativo  | O satélite é operado em conjunto com a Chunghwa Telecom             |
| ST-2     | Mitsubishi Electric | Ariane 5 ECA          | 20 de maio de 2011      | Ativo  | O satélite é operado em conjunto com a Chunghwa Telecom             |
| ST-3     | Space Systems/Loral | Ariane 5 ECA          | 06 de fevereiro de 2014 | Ativo  | O mesmo corresponde apenas há alguns transponders do satélite ABS-2 |